# Barbara Ployer
Maria Anna Barbara vagy Babette Ployer (1765–1811) Wolfgang Amadeus Mozart zongora- és zeneszerzés-tanítványa, akinek Mozart két zongoraversenyét is ajánlotta 1784-ben, ezek a Mozart: Zongoraverseny No. 14. (K. 449) és a Mozart: Zongoraverseny No. 17., (K. 453).
Barbara Ployer 1765. szeptember 2-án az ausztriai Sarmingsteinben született, és 1811 áprilisában halt meg a horvátországi Bresane-ban. Édesapja Franz Kajetan Ployer, fakereskedő és adószedő.
Barbara Ployer édesanyja halála után, 1779-ben Bécsbe költözött nagybátyjához, Gottfried Ignaz von Ployer, udvari tanácsoshoz, aki Salzburg képviselője volt és bejáratos a királyi udvarhoz Bécsben, az ő közvetítésével került kapcsolatba Mozarttal. Házasságkötése után férje, Cornelius Bujánovics von Agg-Telek (1770-1844) horvátországi birtokára, Kreuzba költözött.
Mindkét neki ajánlott Mozart-zongoraversenyt mind technikai, mind művészi szempontból - a korabeli leírások szerint - csodálatosan játszotta, akárcsak Joseph Haydn f-moll zongorára írt variációit, melyet Haydn Gottfried Ignaz von Ployer felesége, Antonia von Ployer számára ajánlott.